# Mesoleptus coxalis
Mesoleptus coxalis är en stekelart som först beskrevs av Heinrich Habermehl 1920.
Mesoleptus coxalis ingår i släktet Mesoleptus och familjen brokparasitsteklar. Inga underarter finns listade i Catalogue of Life.